# Église de l'Assomption de Bleialf
Pour les articles homonymes, voir Église de l'Assomption.
Bleialf est une commune (env. 1200 hab) d'Allemagne au nord-ouest du land de Rhénanie-Palatinat. Son église paroissiale, dédiée à l'Assomption de Marie (« Maria Himmelfahrt » est particulièrement remarquable.

## Historique
Dans un acte de 1187, Gerhard, comte de Vianden et abbé du couvent de Prüm a transféré l'église de Bleialf à la collégiale Sainte-Marie du couvent de Prüm. 
Au XVe siècle, la construction d'une nouvelle église fut nécessaire à cause du développement de la localité grâce aux mines de plomb et de cuivre. En 1496, on construisit une église de style gothique flamboyant à trois nefs dont les nefs latérales furent démolies en 1925 pour l'agrandissement de l'église. On peut voir l'année de construction sur la clef de voûte. 
Lors de travaux de restauration en 1980-82, on découvrit sous douze couches de peinture des tableaux gothiques dans la voûte centrale de l'ancienne église. La série de tableaux mise au jour, datant d'après 1500, représente les Dix Commandements avec les Dix plaies d'Égypte et à chaque Commandement est attribuée une Plaie. Ces tableaux se trouvent dans le chœur. 
Sur la face arrière du chœur, on trouve Marie montée au ciel, flanquée de Dieu le Père et Dieu le Fils. Dans le chœur, on peut reconnaitre quatre figures d'apôtres.
Après plus de vingt ans de planifications, la première pierre de la « nouvelle église » fut posée le 9 juin 1924. Le 18 juillet 1927, l'église fut consacrée par l'archevêque Antonius Mönch. L'aménagement de l'ancienne église fut intégré dans la nouvelle. Sur le maître-autel, datant d'environ 1660, trouve les sujets suivants : le grand tableau central avec la crucifixion, entouré de la flagellation, le Portement de Croix et la Résurrection. En dessous du tableau central, on trouve cinq représentations de la vie de Marie : l'Annonciation, les fiançailles, l'Adoration des mages, la circoncision de Jésus et la Présentation au Temple. La partie inférieure est une frise avec images de Jésus et des douze apôtres. C'est probablement la partie la plus ancienne du maître-autel.
L'autel latéral gauche, datant de 1762, comprend une statue de Marie et de ses parents, Joachim et Anne. Celle-ci était particulièrement vénérée par les mineurs.
L'autel latéral gauche, datant de 1660, représente l'Adoration des mages. C'est une fondation de Nicolaus Nollet de Schönberg en l'honneur de ses parents inhumés dans cette église.
Sur la chaire, de 1660 également, on retrouve les quatre Évangélistes et leurs symboles. Sur l'abat-voix se trouve une statue de saint Michel, patron du land.
Les trois confessionnaux, de style rococo datent de 1783.
La fresque du plafond a été peinte, dans un style Renaissance en 1979 par Arnold Mrzigold, de Tholey. On y voit l'assomption de Marie ainsi que des membres du clergé de l'époque. 
La statue de sainte Barbe est un don des mineurs de Bleialf (1928). 
Les fonts baptismaux, en ardoise noire furent acquis en 1751 pour 31 florins. Le banc de communion de l'ancienne église est également en ardoise recouverte de peinture imitant le marbre. D'après l'épigraphe, il fut érigé en 1171. L'autel marial date de 1757.
La mise au tombeau dans la crypte du clocher daterait de 1525. On l'appelle communément les « Siebenschläfer » (« les sept dormants »).
Deux cloches ont une valeur historique réelle. Celle dédiée à Marie (Ré - 1 750 kg) date de 1536, et celle dédiée à Anne (Mi - 1 000 kg) de 1683. Elles ne sonnent qu'à de rares occasions.

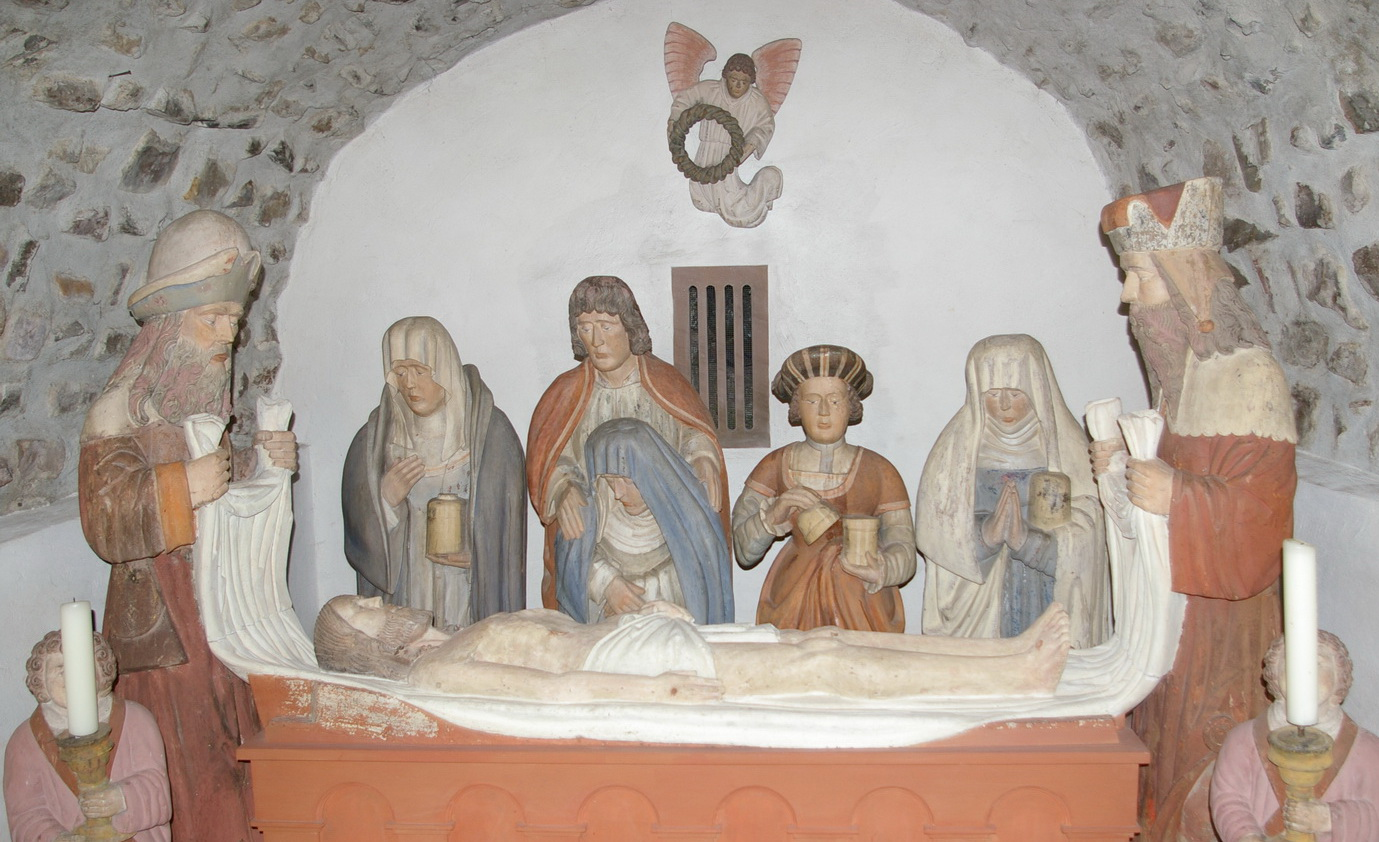
Mise au tombeau
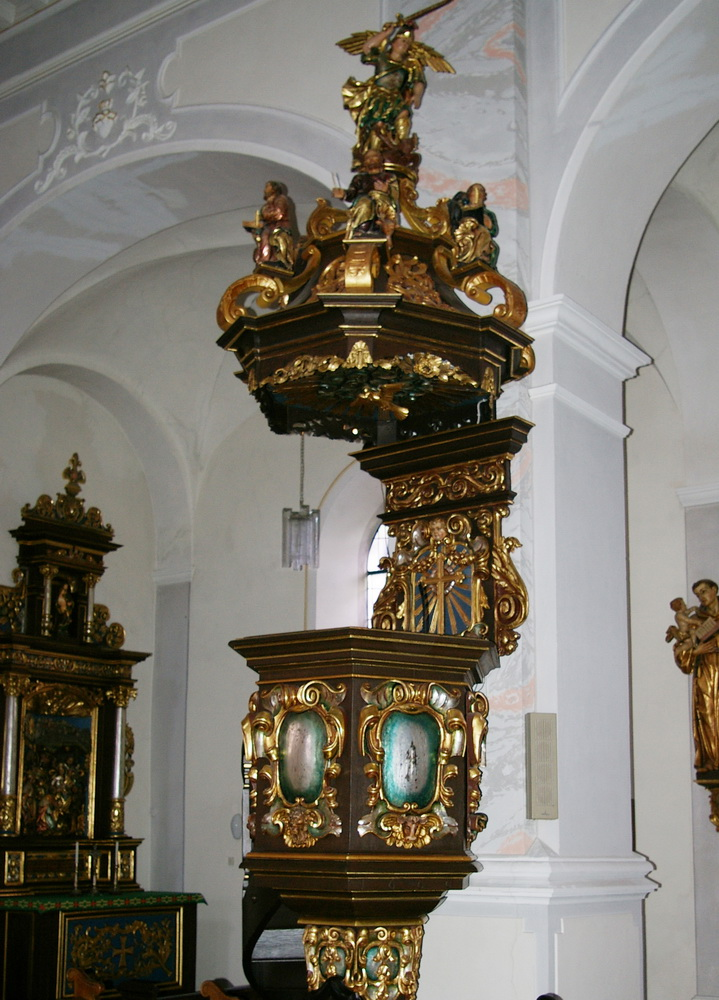
Chaire
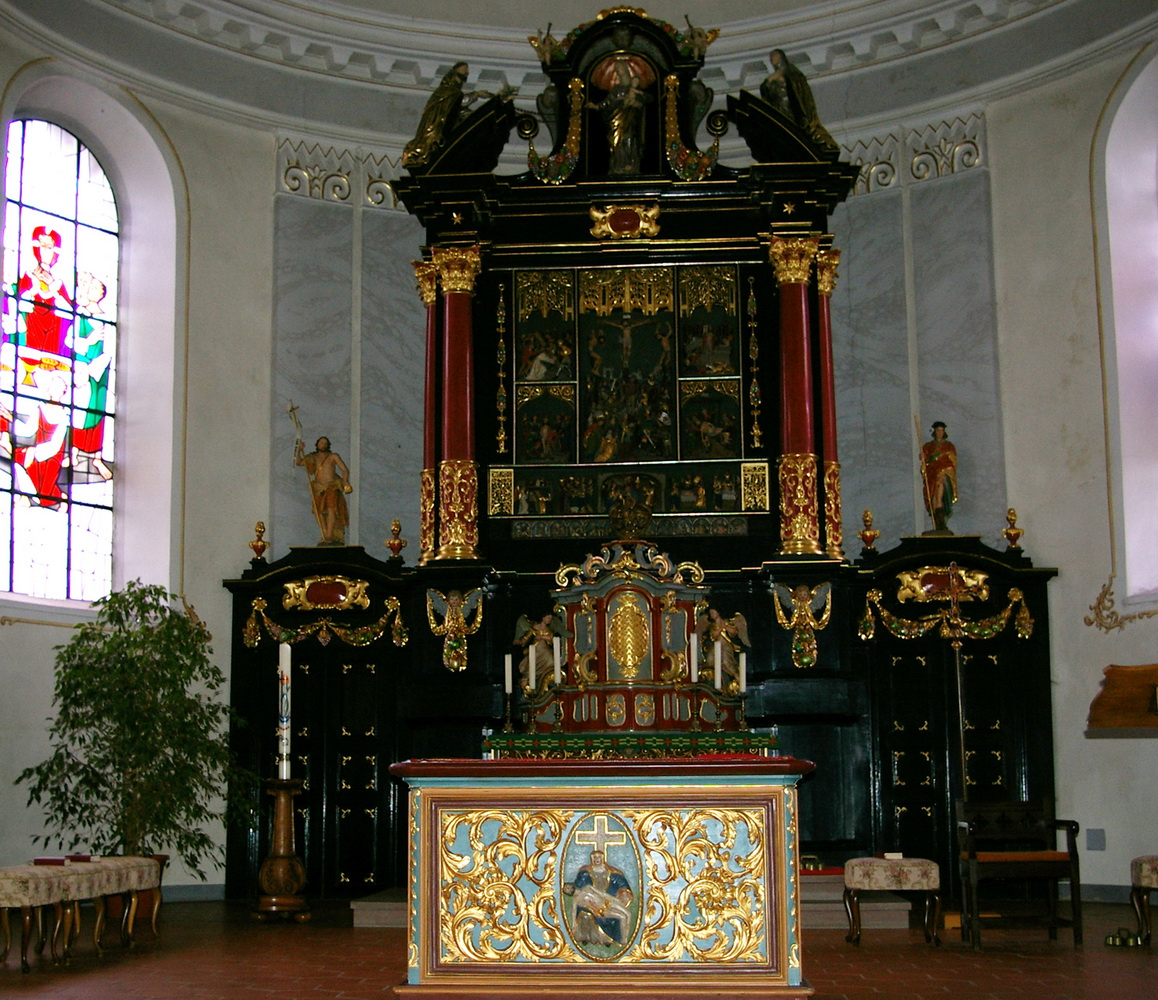
Maître-autel
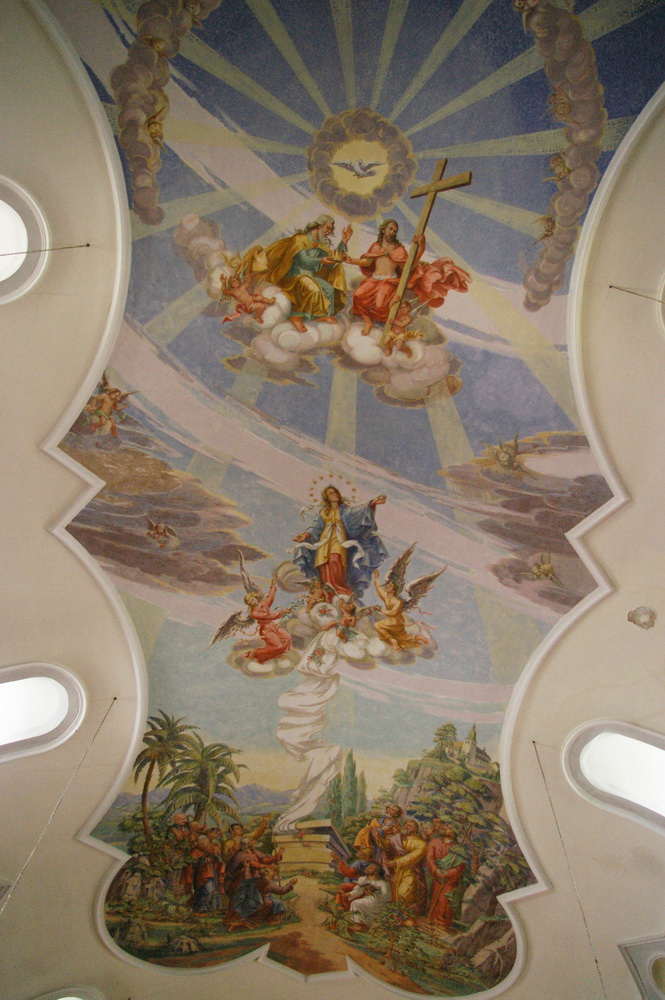
Fresque du plafond

## Source
Visite guidée de l'église et documentation mise à la disposition des visiteurs